# Goochelaars & geesten
Goochelaars en geesten is een album van Spinvis uitgebracht in 2007. Enerzijds bevat het album een aantal reeds uitgekomen nummers van Spinvis, vooral van de cd Nieuwegein aan zee, maar ook een aantal nieuwe nummers, zoals de titeltrack, Loop der dingen en Was.
Bij de eerste oplage is een tweede cd bijgevoegd, met de filmsoundtrack die Spinvis componeerde en arrangeerde voor de Belgische film Man zkt vrouw. De titelsong hiervan heet Alina.

## Tracklist
1. Goochelaars en geesten
2. Loop der dingen
3. Wespen op de appeltaart
4. Dag 1
5. Wat zei Alice ook alweer
6. Op een ochtend in het heelal
7. Eine kleine Nachtmuzik
8. Ik adem door mijn ogen
9. Een nagemaakte gek
10. Alles in de wind
11. Ferdinand Cheval
12. Was
13. Een kindje van god
14. Aap!
15. Het laatste wonder
16. Medea
17. Mare Frigoris